# Мариам Аль Маадид
Мариам Аль Маадид (араб. المعاضيد‎, также пишется АльМаадид) — гражданка Катара, профессор физики и материаловедения в Катарском университете.

## Биография
Мариам Аль Маадид на 2022 год является вице-президентом по исследованиям и аспирантуре Катарского университета. Аль Маадид была директором Центра перспективных материалов (CAM) и основательницей магистерской программы по материаловедению и технологии в Катарском университете. Аль Маадид занимается исследованием свойств и структуры полимеров, нанокомпозитов и методов нанотехнологий.

## Членство в редакционных коллегиях
- Основательница и заместитель главного редактора Emergent Materials (Springer)[5].
- Член комитета Исследовательского совета, Комитета по качеству и управлению и Комитета по новым реформам[1].
- Ведущий приглашённый редактор:[6] International Journal of Polymer Science Surface Modification of Polymer Nano-composite Materials: Techniques, Characterization, and Applications, 2016.

## Награды
- Награда за наставничество в рамках премии Leadership Excellence for Women Awards (LEWA)[3][7].
- AL-Bairaq — Всемирный саммит инноваций в сфере образования (WISE), 2015 г.[8]
- Награда ассоциации Gulf Petrochemicals & Chemicals Association (GPCA) за выдающиеся достижения в области пластмасс, 2014 г.[1][3][9]
- Благодарственно-поощрительная государственная премия в области науки 2014 г.[10][11]
- Награда за выдающиеся заслуги (Outstanding Faculty Service Award) — Катарский университет, 2013—2014 гг.[12]
- Поощрительная премия Государства Катар в области физики (2010—2011 гг.)[3].
- Награда за выдающиеся заслуги, Специальная награда (Outstanding Faculty Service Award) — Катарский университет (2011—2012 гг.)[12].

## Патенты
- Армированные полимерные композиты из переработанного пластика[13][14]
- Способы получения графена[15].

## Книги
1. Flexible and Stretchable Electronic Composites,[1] Authors: Ponnamma, D., Sadasivuni, K.K., Wan, C., Thomas, S., Editors: Al-Ali AlMa’adeed, Mariam (Ed.), 2015, ISBN 978-3319-23662-9
2. Biopolymer Composites in Electronics,[2] Authors: Kishor Kumar Sadasivuni, John-John Cabibihan, Deepalekshmi Ponnamma, Mariam Ali S A Al-Maadeed, Jaehwan Kim, Print ISBN 9780128092613, Electronic ISBN 978-0081009741
3. Polyolefin Compounds and Materials, Fundamental and Industrial Applications,[16] Editors: Mariam AlMaadeed, Igor Krupa, Springer. ISBN 978-3-319-25980-2
4. Polymer Science and Innovative Applications: Materials, Techniques, and Future Developments. Editors: Mariam AlMaadeed, Deepalekshmi Ponnamma, Marcelo Carignano. Elsevier. ISBN 9780128168080.[17][18]